# 裴氏春
裴氏春（ブイ・チ・スァン、ベトナム語：Bùi Thị Xuân / 裴氏春, ? - 1802) は西山朝で活躍したベトナムの女性である。

## 生涯
現在のビンディン省タイソン県に生まれた。幼少の頃から武術に優れ、伝承によるとのちに夫となった陳光耀を虎から救ったとされている。
当時のベトナムは黎朝の勢力が衰え、北部は鄭氏が北河国（中国呼称：交趾国、日本呼称：鄭氏東京国）を称し、南部は阮氏が阮氏広南国を称していた。
広南国がシャムの侵略により多くの土地を失い、民に重税を課すようになると阮文岳・阮文侶・阮文恵の西山三兄弟による西山の乱が起きた。裴氏春は夫とともに初期からこの乱に参加し、象兵を率い多くの戦いに勝利した。西山朝では都督の地位にあり、裴氏雁、陳氏蘭、黄氏菊、阮氏蓉と共に西山五鳳雌（Tây Sơn ngũ phụng thư）」（ノート参照）のひとりと数えられた。

その後、広南阮氏の生き残りである阮福映が勢いを取り戻し、西山朝が都を置いた富春（現在のフエ）が陥落すると西山朝（富春朝廷）最後の皇帝・阮光纘を伴いゲアン省に逃れ、五千の兵を率いてクアンビン省チャンニンにて広南阮氏の軍と戦ったが1802年2月に敗北。ゲアン省で夫と共に阮福映の軍に捕らえられ、夫は斬首によって、彼女は象による踏み付け刑で処刑された。
現在でもベトナムの歴史上の英雄の一人に数えられ、多くの都市に彼女の名前を冠した通りがある。